# Очеретянка (притока Харкова)
Очеретянка, на початку XXI ст. також Жуківка — річка в Харківській області та місті Харкові, права притока річки Харків.

## Опис
Довжина річки становить понад 12 км. Витік розташований на північ від Харківської Окружної автомобільної дороги і на схід від Харківського шосе в Очеретяному бору лісопарку в Харківському районі області.
Тече в долині між двома витягнутими пагорбами-вододілами: по лівому березі, на якому розташовується Даниливське лісництво, Даниловський лісорозсадник, дендропарк Укрнділга, основна частина 17-го кладовища, Гусари і Велика Данилівка, — вододіл між річкою Харків і Очеретянкою; по правому (нагорному, більш високому), де розташовані селище Лісне Дергачівського району, лісопарк, Олешки, парк «Жуки», електрична підстанція, селище Жуковського, ХАІ і Шишківка, — вододіл між річками Очеретянка і Саржиним яром.
Впадає в річку Харків з півночі в районі Ближня Данилівка на вулиці Яровій .
Влітку річка міліє, вище лісництва часто пересихає. Обидва береги річки високі, правий (нагірний) вище. Взимку, в кінці листопада — початку грудня річка замерзає. Скресає на початку березня.

## Гідрографічні та інші об'єкти
Витік — Очеретянский бор вище сел. Лісове.
- Ставок у селищі Лісове нижче Бєлгородського шосе, місце купання.
- Харківський лісопарк по обох берегах
- Триозер'я: три озера каскадом розташовані один за одним від сел. Лісове до Окружної дороги:

Лісове озеро, за ним безіменне, за ним Тінисте озеро рівно на 495 км траси М-03 вище дамби Кільцевої дороги.
- Данилівське (нині Південне) лісництво — лівий берег.
- Данилова криниця (колодязь і джерело) на лівому березі в Данилівському лісництві.
- Харківський лісопарк по правому березі.
- Добрий яр - права притока. Починається на сході від селища П'ятихатки та Харківського шосе, тече на схід територією Харківського лісопарку і впадає в Очеретянку південніше Харківської кільцевої дороги.[4]
- 17 міське кладовище по обом берегам, в основному на лівому.
- Олешки (район Харкова, б. село) на правому березі.
- Олешків колодязь на правому березі в Олешкиному яру.
- Олешків струмок — права притока, впадає в Олешках.
- Жуковське джерело на правому березі перед озером Очерет, нижче селища Жуковського.
- Гусари (район Харкова) на лівому березі.
- Озеро Очерет, або Очеретяне, або ставок 5-ї ділянки (названий за ліквідованим радянськиом радгоспом, раніше над ним стояли корівники); на його березі розташований парк «Жуки», з 2007 року приватний. Назва взята за прізвищем російського вченого-аеродинаміка Миколи Жуковського, в честь якого названо ХАІ і селище Жуковського.
- Велика Данилівка спочатку ліворуч, потім по обох берегах.
- Болото в районі вулиці Котляри — лівий берег.
- Очеретянская левада (заливні луки) з новим руслом Очеретянки — між Нагорним районом (вул. ...), вулицею Чапаєва і вулицею Челюскіна. З 2008 року левада забудовується, по правому березі насипається ґрунт під забудову.
- Невеликий Данилов острів прямо проти гирла Очеретянки на Журавлівському водосховищі.

Гирло — Журавлевське водосховище

## Автомобільні мости
- Вулиця Горького села Лісове (дамба).
- Харківська окружна автомобільна дорога (дамба).
- Міст між двома берегами 17-го міського кладовища.
- Між вул. Гризодубової (лівий берег, район Гусари) та Гагаріна (правий, район Алешкі): річка «захована» в трубу, над нею автодорога.
- Озеро Очерет — дамба, зараз непроїзна (перекопана).
- Вулиця Челюскіна — міст.
- Вулиця Кавалерійська — міст.
- Вулиця Ярова — міст.

## Походження назв
Названа по українському слову «очерет» , який в достатку росте по берегах річки; або ж за водоплавним птахом очеретянкою , яка живе в очереті; так само річка і назвалася кілька сот років (як мінімум, з 1787 року, що видно по карті Харківського повіту).
З появою на високому нагірному березі річки в 1970-х роках багатоповерхової забудови селища Жуковського його нові мешканці, не знаючи колишньої назви річки, іноді неофіційно стали називати річку «Жуковка» за назвою свого селища (названого, в свою чергу, ім'ям російського вченого Миколи Єгоровича Жуковського), що відбилося на двох планах Харкова (СПАЭРО Плюс, Х, 2009 року і Інституту нових технологій, До, 2009 року («офіційна» назва річки залишилася колишньою — Очеретянка).

## В топоніміці
- Хутора Очеретяному (на правому березі річки, нині не існує);
- Очеретяному лісового бору в Харківському районі;
- Очеретяній балці (між Очеретяним бором і річкою Харків), з якої річка тече;
- Озера Очерет, на берегах якого знаходиться лісопарк «Жуки»;
- Очеретяній леваді (заливних лугах на Великій Данилівці);
- Очеретянській набережній (до 2013 Південна і Східна набережні, лівий берег річки) у Великій Данилівці.

## Історичні факти
- Згідно «Топографічному опису Харківського намісництва» 1785 року, Очеретянка — 16-а за довжиною з 33-х річок Харківської округи (8 верст).[8]
- З середини XVIII століття на правому березі річки виник хутір Очеретяний, який знаходився нижче (за рівнем землі) нинішнього району селища Жуковського (знаходиться в Нагірному районі).
- Річка відокремлює селище Жуковського від Великої Данилівки.
- На Очеретянці розташоване найбільше в місті 17-е міське кладовище (основна частина — на лівому березі).
- До середини 2000-х років старе русло річки на Очеретяній леваді підтоплювало ділянки і забудову приватного сектору по вулиці Чапаєва.

## Супутникові фотографії від витоку до гирла
- Перетин з вул. Семена Челюскіна. Зліва підйом на селище Жуковського
- Впадіння Очеретянки (зліва зверху) в Харків. Ближня Данилівка